# Кушнірук Микола Борисович
Мико́ла Бори́сович Кушніру́к — начальник Управління регулювання діяльності державної авіації України, генерал-майор запасу. Підрозділ не має структурного відношення до Державної авіаційної служби України, а створений при Міністерстві оборони України.

## З життєпису
В 2005 році — заступник начальника логістики Командування Повітряних сил ЗСУ.
Станом на 2011 рік — начальник Управління авіації та авіаційного пошуку і рятування.

## Нагороди
За особисту мужність, сумлінне та бездоганне служіння Українському народові, зразкове виконання військового обов'язку відзначений — нагороджений
- орденом Данила Галицького (4.12.2015).